# Jan Van Beers (poeta)
Jan Van Beers (Anversa, 22 luglio 1821 – 14 novembre 1888) è stato un poeta belga fiammingo, padre del pittore Jan Van Beers (1852-1927).
Van Beers ha lavorato come insegnante di Lingua olandese nelle scuole di Malines e Lier e in un ateneo (scuola superiore) ad Anversa. Scrisse anche una grammatica olandese (1852).

## Biografia

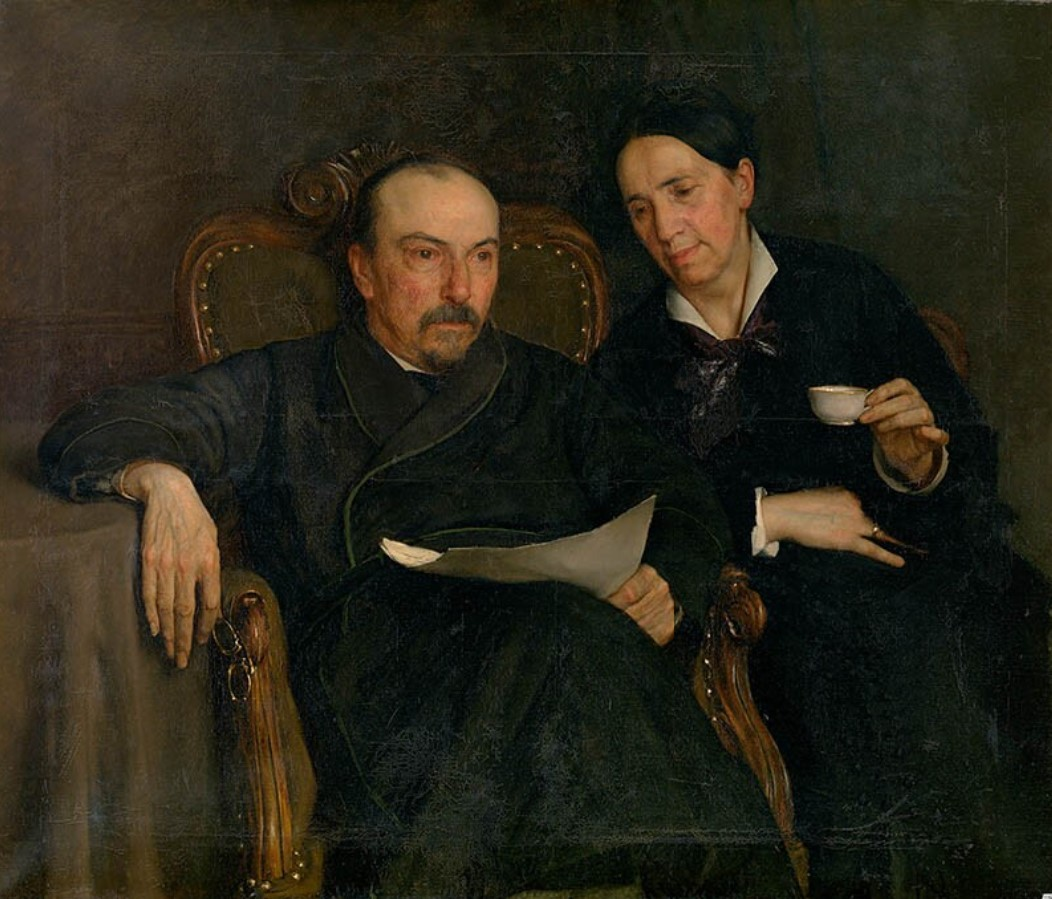
Dipinto del poeta Jan Van Beers con sua moglie

Nato ad Anversa, il suo lavoro in olandese sarà più popolare nei Paesi Bassi.
Il suo primo lavoro è stato insegnare la lingua olandese a Malines, poi a Lier, e nel 1860 è diventato professore presso l'Athenaeum di Anversa. È stato coinvolto nel Movimento fiammingo. Nel 1852 scrisse un libro di testo in lingua olandese.
Allo stesso tempo, è stato impegnato nella creazione di poesie in olandese, tra cui il poema storico Jakob Van Maerlant (1860) e ballate e canzoni, come Jongelingsdroomen (I sogni di un giovane uomo).
Negli anni successivi pubblicò una collezione di sue poesie, lussuosamente pubblicate, illustrate da suo figlio, un pittore con lo stesso nome, Jan Van Beers. Negli ultimi anni della sua vita ha creato le poesie De Blinde (Il cieco), De Zieke Jongeling (La gioventù malata) e Bij 't Kerkportaal (Al portico). Le poesie di Van Beers si distinguevano per espressione e il pathos.
Massone, fu membro del Grande Oriente del Belgio.

## Opere
- Jongelingsdromen (1853)
- De blinde (1854)
- Blik door een venster (1855)
- Lijkkrans voor Tollens (1856)
- Levensbeelden (1858)
- Jacob Van Maerlant (1860)
- Gevoel en leven (1869)
- Peter Benoit. De oorlog (1873)
- Het hoofdgebrek van ons middelbaar onderwijs (1879)
- Rijzende blaren (1884)
- Gedichten (1921)